# Doppelstatue
Eine Doppelstatue, auch Doppelstandbild genannt, ist eine Sonderform des Standbilds und der Figurengruppe, die zwei (oft gleichberechtigte) Figuren vereint, zumeist auf einem gemeinsamen Plinthe bzw. einem gemeinsamen Piedestal.
Diese Darstellungsform ist seit der Antike bekannt (vgl. Tetrarchen).
Seit dem Klassizismus erfreut sie sich größerer Beliebtheit.

## Beispiele
Antike

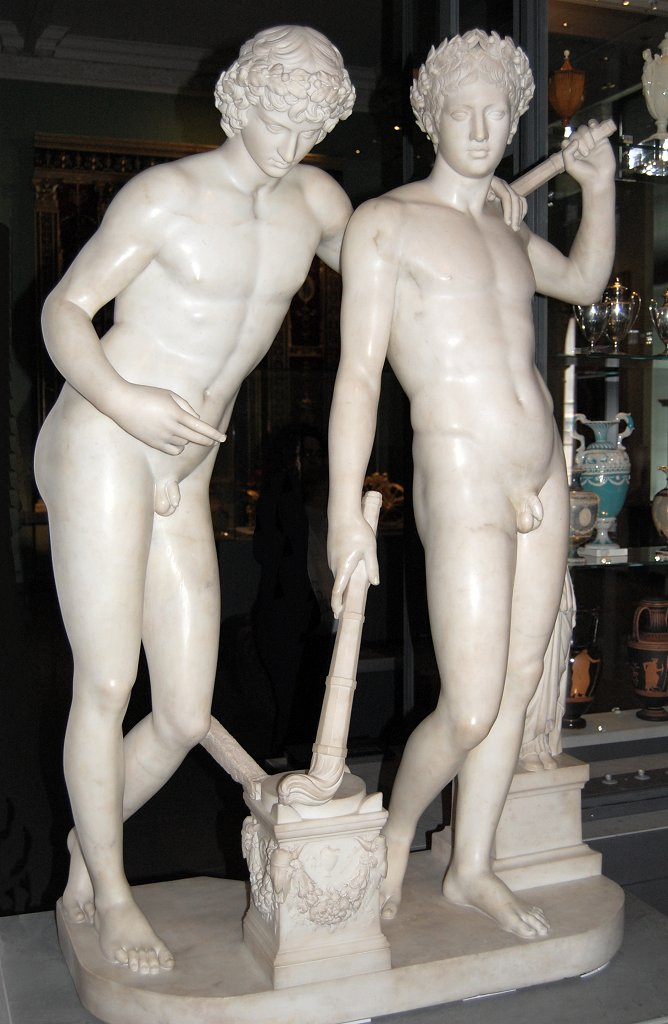
Castor und Pollux (London)

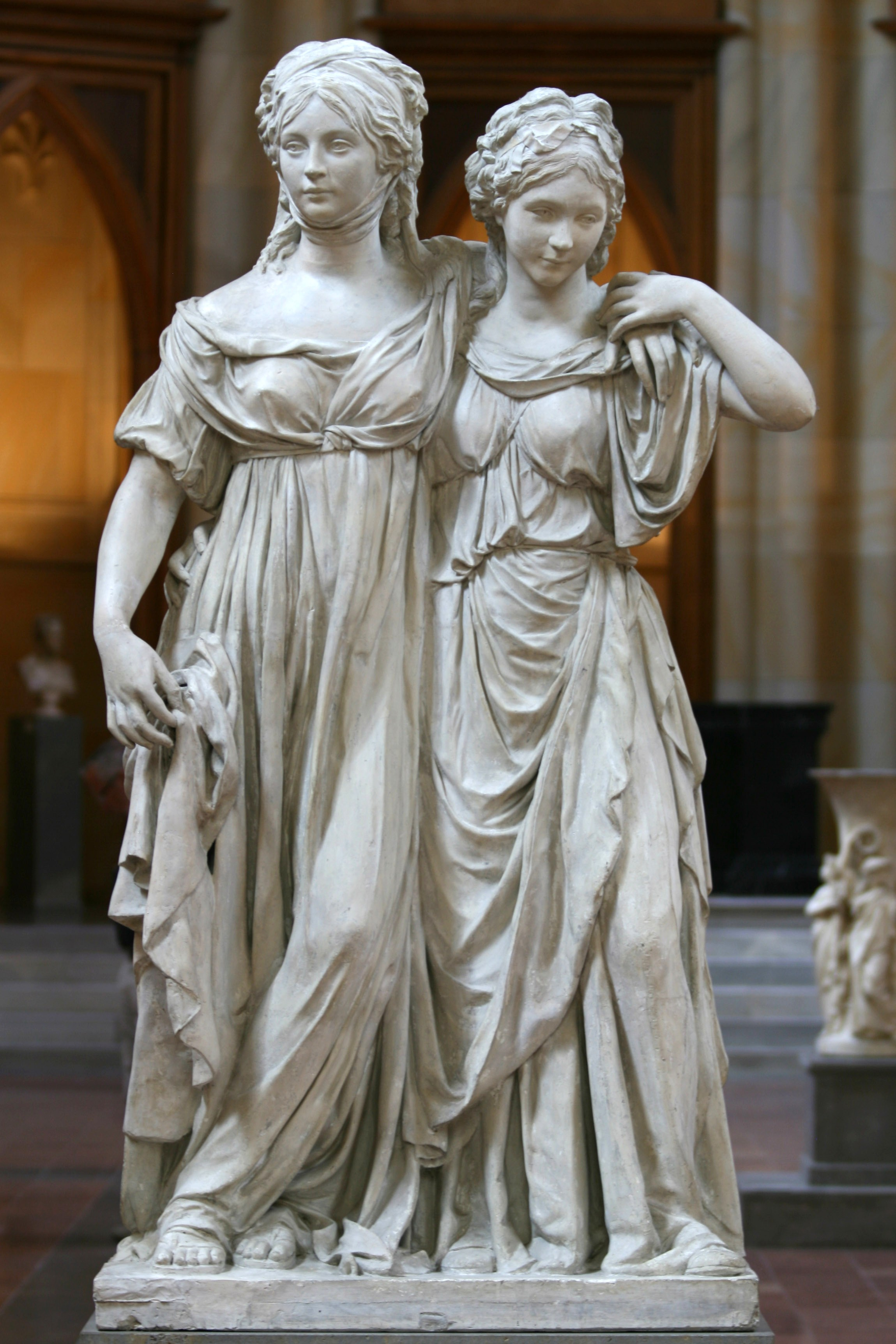
Prinzessinnengruppe, Gipsmodell (1795) in der Friedrichswerderschen Kirche in Berlin

- 2. Jahrhundert: Ildefonso-Gruppe aus Hadrianischer Zeit, war Vorbild für spätere Doppelstandbilder

18. Jahrhundert
- 1767: Die Dioskuren (Castor und Pollux) von Joseph Nollekens, Victoria and Albert Museum in London – siehe rechts
- 1795/1797: Die Prinzessinnengruppe von Johann Gottfried Schadow in Berlin – siehe rechts

19. Jahrhundert
- 1857: Goethe-Schiller-Denkmal in Weimar von Ernst Rietschel – siehe rechts
- 1899: Gauß-Weber-Denkmal in Göttingen von Ferdinand Hartzer
- 1883: Reformationsdenkmal in Leipzig von Johannes Schilling (nicht erhalten)
- 1889: Hutten-Sickingen-Denkmal unterhalb der Burg Ebernburg, von den Bildhauern Robert und Ludwig Cauer nach Plänen ihres Vaters Karl ausgeführt
- 1891: Kriegerdenkmal 1870/71 in Angermünde mit Kaiser Wilhelm I. und Friedrich III. von Albert Manthe
- 1892: Denkmal auf der Plaza de Isabel la Católica in Granada: Kolumbus unterbreitet seine Pläne der Königin Isabella I. von Kastilien
- 1896: Doppelstandbild in Duisburg OT Ruhrort des Kaisers Wilhelm I. und des Reichskanzlers von Bismarck, vor der Schifferbörse, von Gustav Eberlein (im Zweiten Weltkrieg eingeschmolzen)
- 1896: Brüder-Grimm-Nationaldenkmal in Hanau

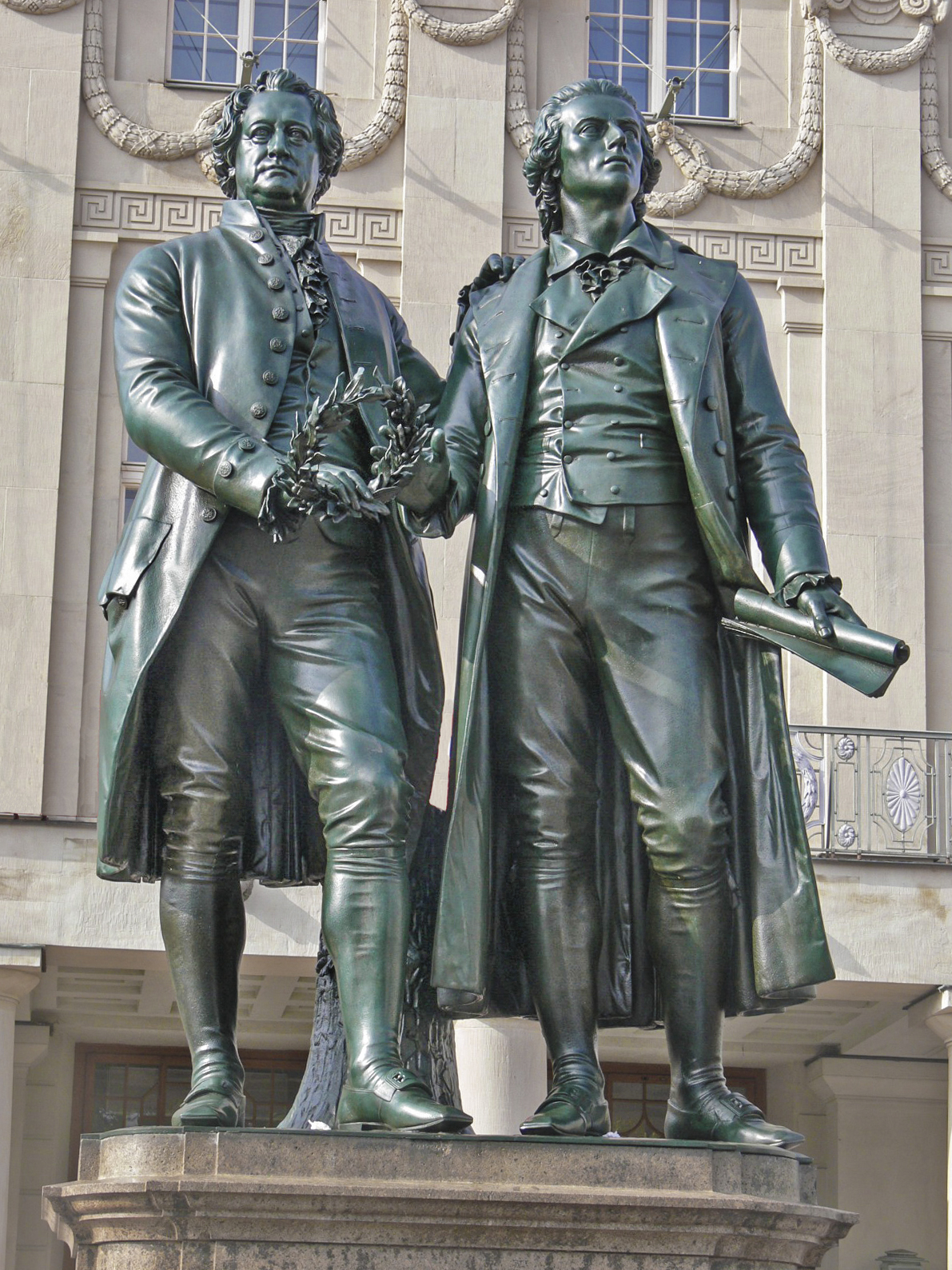
Goethe-Schiller-Denkmal in Weimar
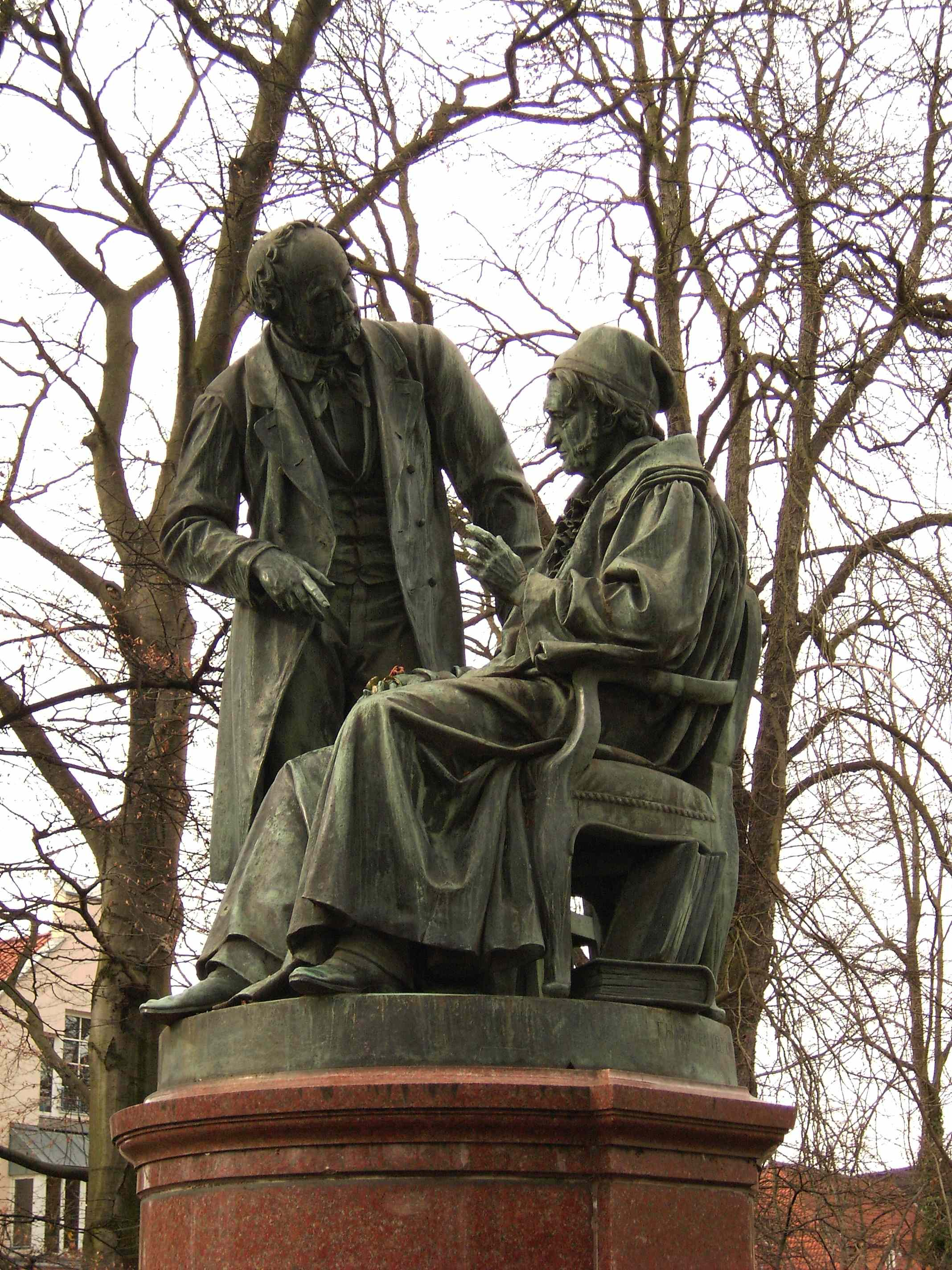
Gauß-Weber-Denkmal in Göttingen
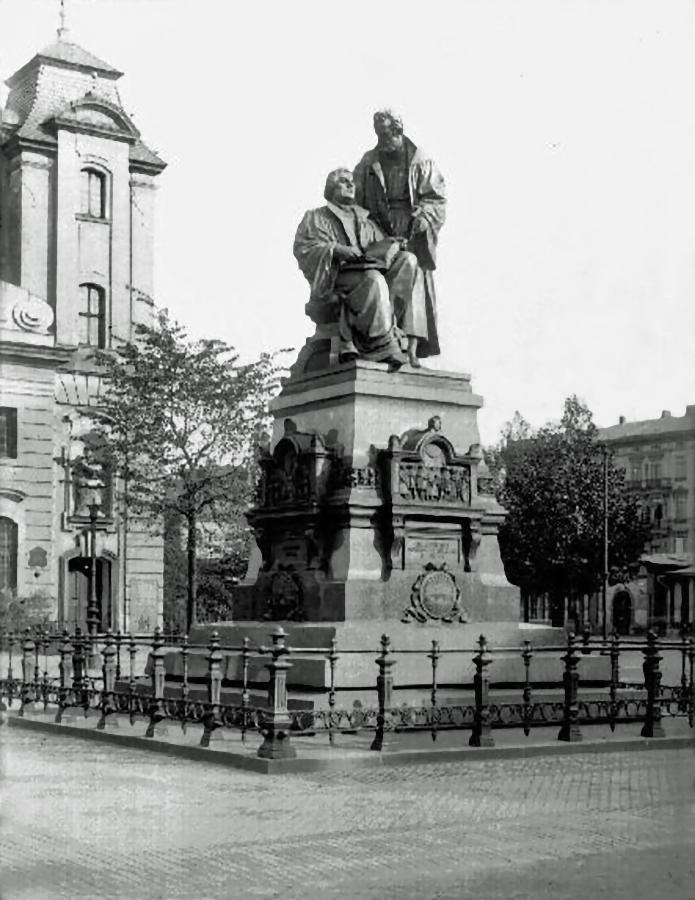
Ehemaliges Reformationsdenkmal in Leipzig
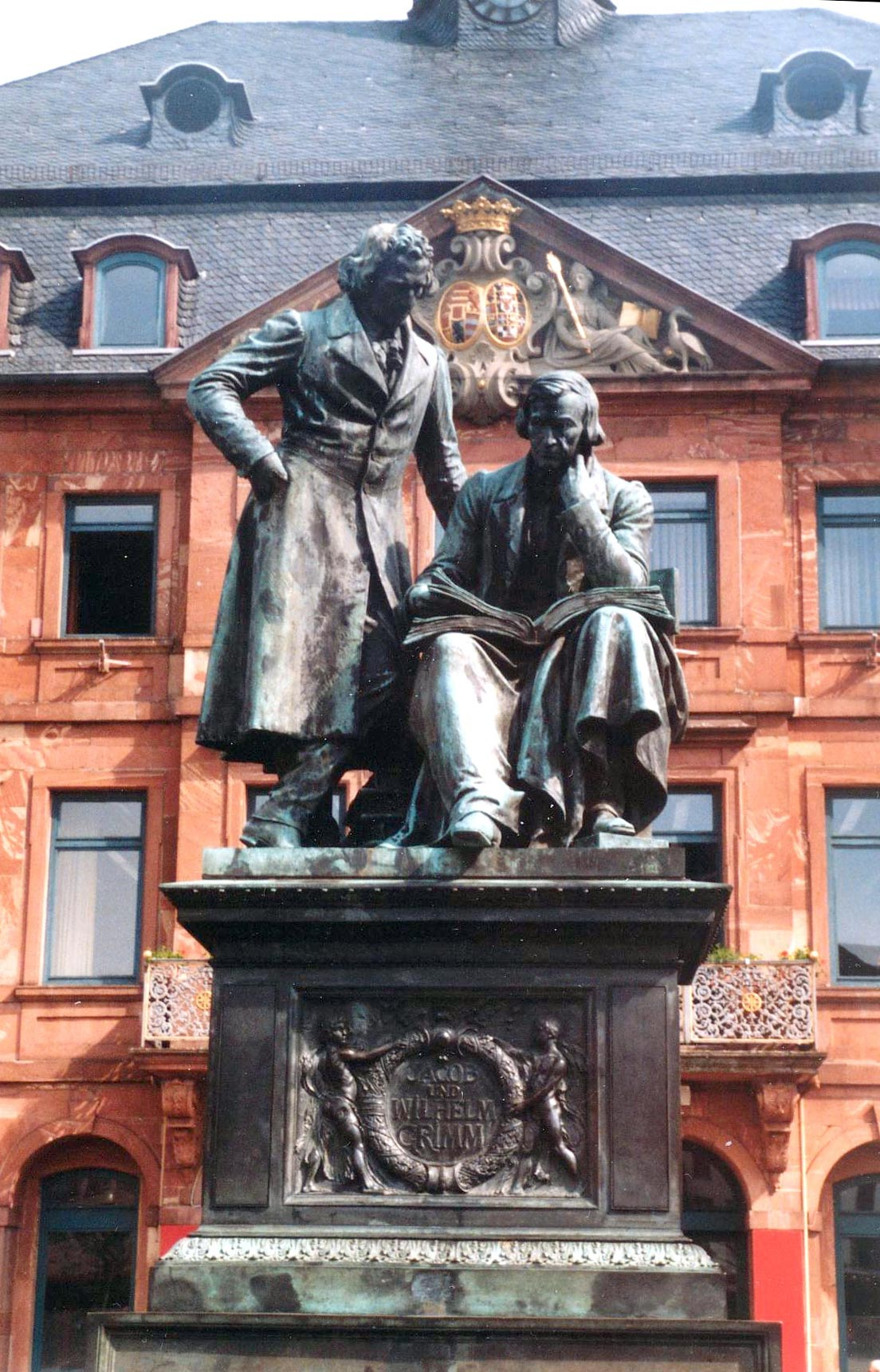
Brüder-Grimm-Nationaldenkmal in  Hanau
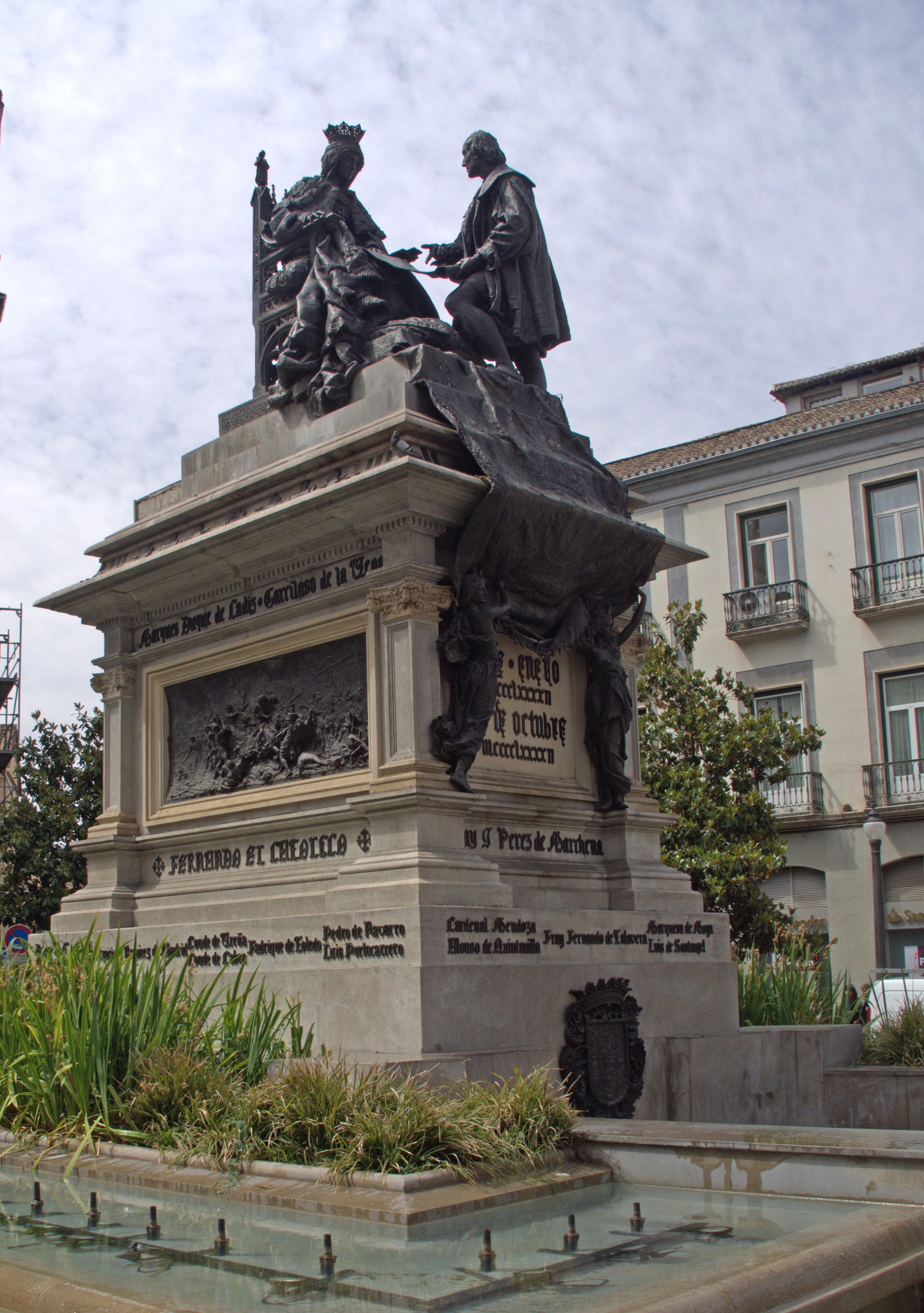
Denkmal auf der Plaza de Isabel la Católica in Granada

20. Jahrhundert
- 1900: Doppelstandbild für die gemeinsam regierenden Brandenburger Markgrafen Johann I. und Otto III. in der Denkmalgruppe 5 der Siegesallee in Berlin von Max Baumbach
- 1900: Doppelstandbild der Kaiser Wilhelm I. und Friedrich III. von Heinrich Wefing in Sorau (Niederlausitz) auf der Promenade am Wilhelmplatz (1945 durch französische Kriegsgefangene gestürzt und später beseitigt)
- 1904: Doppelstandbild der Kaiser Wilhelm I. und Friedrich III. von Johannes Pfuhl in der Oberlausitzer Ruhmeshalle in Görlitz, heute Zgorzelec (1945 von den polnischen Behörden zerstört)
- 1909: Doppelstandbild Johann Nikolaus von Dreyse und Soldat (Dreyse-Denkmal Sömmerda kombiniert mit einem Kriegerdenkmal) in Sömmerda von Wilhelm Wandschneider (1948 abgerissen, Kopffragment Dreyses und Sockel erhalten)
- 1913: Doppelstandbild  Mephisto und Faust in der Mädlerpassage am Eingang zu Auerbachs Keller in Leipzig von Mathieu Molitor
- 1939: Doppelstandbild „Krieg und Frieden“ in Bleicherode von Gerhard Marcks, ein Ehrenmal auf dem Gelände der ehemaligen Berginspektion für die Gefallenen des Ersten Weltkrieges und für die Opfer der Arbeit[1][2]
- 1986: Marx-Engels-Denkmal auf dem Marx-Engels-Forum in Berlin

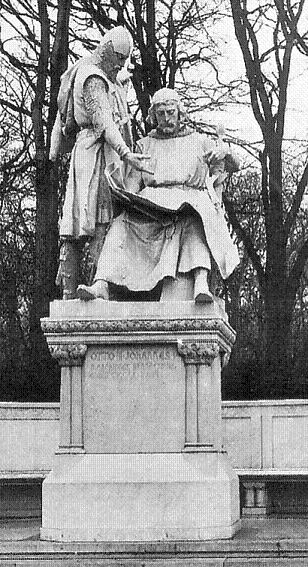
Johann I. und Otto III. in Berlin
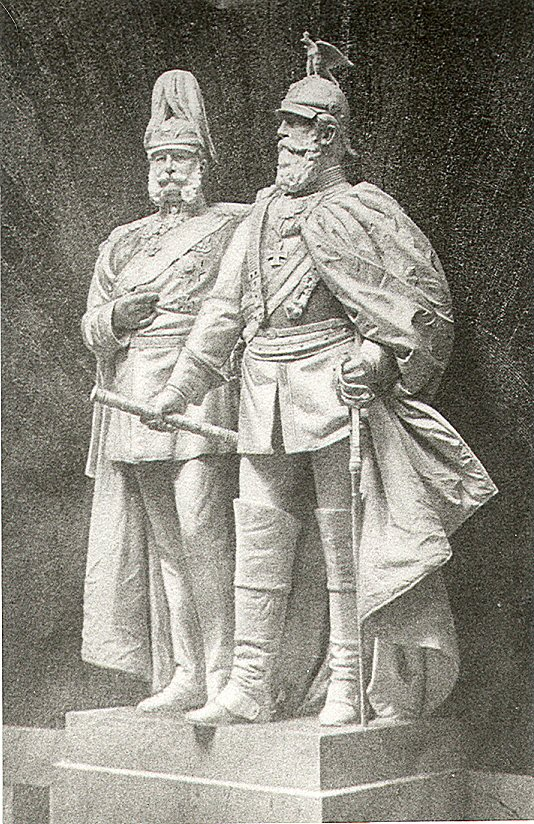
Kaiser Wilhelm I. und Kaiser Friedrich III. in Görlitz
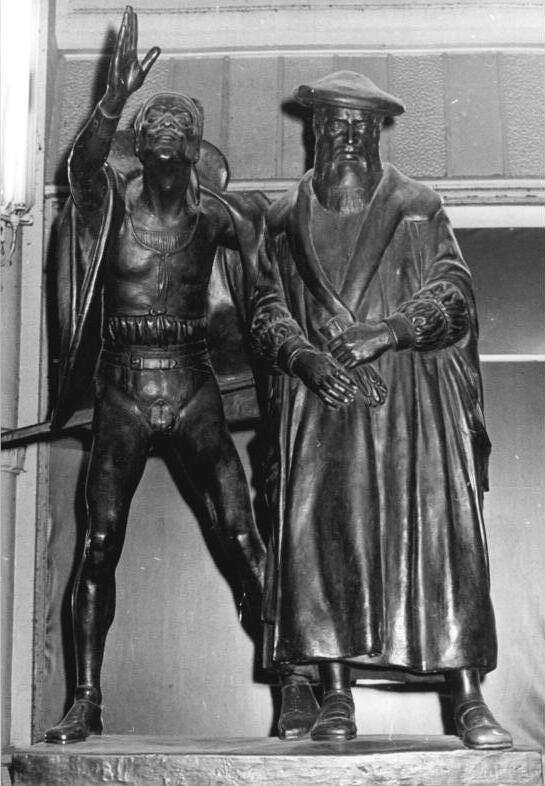
Mephisto und Faust (Leipzig)
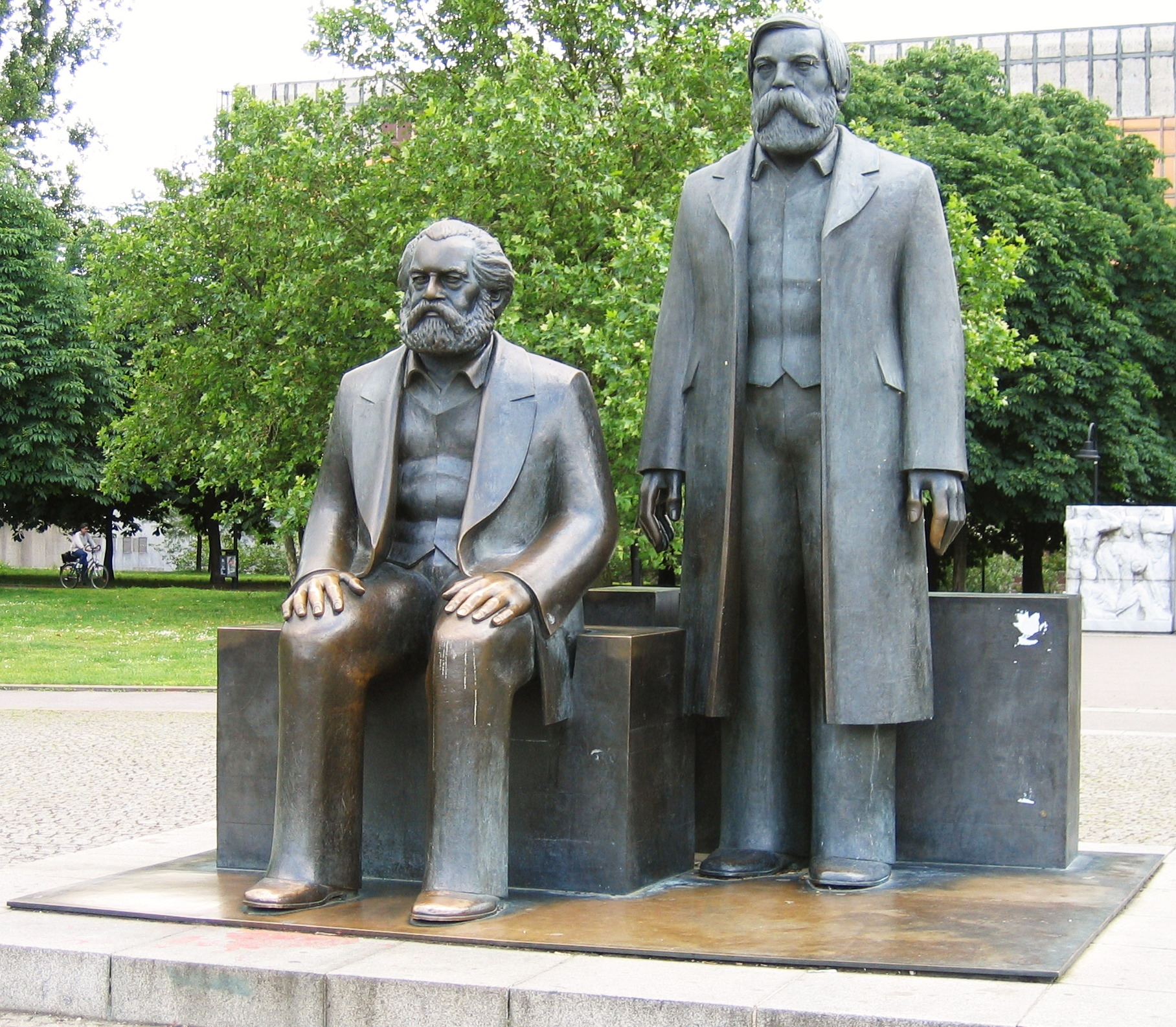
Marx-Engels-Forum, Berlin